# مارشال كروسبي
مارشال كروسبي (بالإنجليزية: Marshall Crosby)‏ هو ممثل أسترالي، ولد في 18 فبراير 1882، وتوفي في 1954.